# Johann Tomaschitz

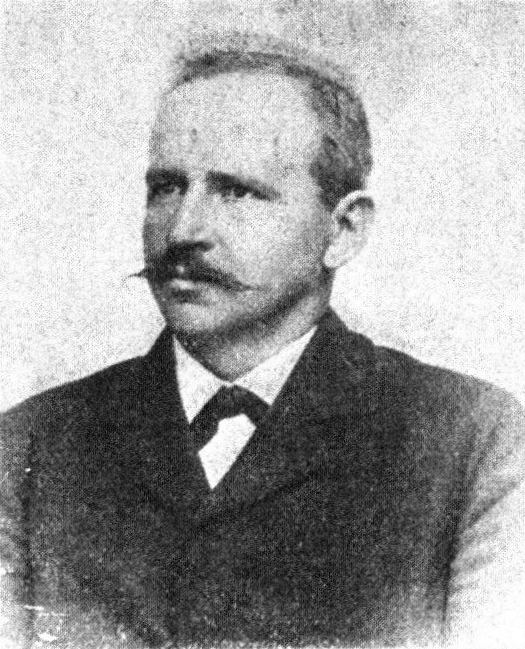
Johann Tomaschitz

Johann Tomaschitz (* 6. August 1866 in  Blumegg, Steiermark; † 15. Februar 1945 ebenda) war ein österreichischer Politiker der Christlichsozialen Partei (CSP).

## Ausbildung und Beruf
Nach dem Besuch der Volksschule wurde er Grundbesitzer.

## Politische Funktionen
- 1907–1918: Abgeordneter des Abgeordnetenhauses im Reichsrat (XI. und XII. Legislaturperiode), Wahlbezirk Steiermark 16 (Gerichtsbezirk Voitsberg und Stainz); Christlichsoziale Vereinigung deutscher Abgeordneter.
- Mitglied des Gemeinderates von Blumegg.

## Politische Mandate
- 21. Oktober 1918 bis 16. Februar 1919: Mitglied der Provisorischen Nationalversammlung, CSP.